# 達加納
達加納是非洲國家塞內加爾北部的城鎮，由聖路易區負責管轄，距離首都達喀爾408公里，海拔高度12米，居民主要從事農業，出產大米、西紅柿等農作物，2007年人口20,916。
16°29′N 15°36′W / 16.483°N 15.600°W